# Göta kanal – Vinna eller försvinna
Göta kanal – Vinna eller försvinna är en svensk komedifilm från 2022. Filmen är regisserad av Emma Molin, med manus skrivet av Rikard Ulvshammar. Det är den fjärde långfilmen om Göta kanal och uppföljaren till Göta kanal 3 – Kanalkungens hemlighet från 2009. Huvudrollerna spelas av Eva Röse, Per Andersson och Tomas von Brömssen.
Filmen hade biopremiär i Sverige den 27 juli 2022, utgiven av SF Studios. Den kommer även att släppas på C More längre fram.

## Handling
Precis som de tidigare filmerna är det en tävling som utspelar sig i Göta kanal, men skillnaden denna gång är det en kamp inom familjen. När ägarna till Anderssons Båtvarv, Petra och Arvid, ska skilja sig kan de inte bestämma vem av dem som ska ta över varvet. Båda enas om att genom en tävling utse vem som ska få varvet.

## Rollista
- Eva Röse – Petra
- Per Andersson – Arvid
- Tomas von Brömssen – Mats
- Naomi Bethke – Vera
- Sigge Dorsin – Ville
- Dilan Gwyn – Amanda
- Lottie Ejebrant – Marika
- Sten Ljunggren – advokaten
- Julia Lyskova – Jenny
- Helena Lindegren – Eleonor
- Eva Rydberg – rosédam
- Ewa Roos – rosédam
- Ralph Carlsson – busschaufför
- Tariq Alkhizai – Amandas pappa
- Hanna Löfqvist Dorsin – mamma i hyrbåtsfamilj
- Daniel Gustavsson – pappa i hyrbåtsfamilj
- Sonja Setterberg Molin – barn i hyrbåtsfamilj
- Siri Molin – barn i hyrbåtsfamilj
- Anna Blomberg – slussvärd
- Björn Kjellman – slussvärd
- Edvin Törnblom – brovärd
- Babak Yousefi – campare
- Simon Garshasebi – campare
- Simon Kling – pojke vid rullbro
- Renata Chlumska – kanotist
- Celie Sparre – turisttjej
- Eric Stern – bilskolelärare
- Frank Dorsin – bilskoleelev
- Rikard Ulvshammar – yogainstruktör
- Christoffer Nyqvist – Slussvärd

## Produktion
Filmen är producerad av Anders Birkeland och Göran Lindström på GF Studios i samproduktion med SF Studios, C More/TV4, Stiller Studios och Emma Molin Produktion. Inspelningen av filmen pågick under augusti och september 2021 längs med Göta kanal.